# Черноморец (конструкторское бюро)
ГУП ЦКБ «Черноморец» (Государственное унитарное предприятие «Центральное конструкторское бюро „Черноморец“») —  судостроительное конструкторское бюро в городе Севастополь, Крым.

## История предприятия
Постановлением Совета Министров СССР от 30 .09.1946 года № 2199—898 было образовано ЦКБ-56 (организация п/я 40).
Государственное унитарное предприятие «Центральное конструкторское бюро „Черноморец“» было основано в 1947 году по распоряжению Политбюро ЦК КПСС. Курировал проект лично нарком Лаврентий Берия.
Приказом министра судостроительной промышленности СССР от 31.01.1966 года № 0056 ЦКБ было присвоено открытое наименование Центральное конструкторское бюро «Черноморец» и условное — «Предприятие п/я Г- 4217».
1 июля 1993 года ЦКБ «Черноморец» переименовано в ГП ЦКБ «Черноморец». С 11.06.2007 года ГП ЦКБ «Черноморец» — правопреемник Государственного предприятия Черноморский научно-исследовательский институт технологии судостроения (ГП ЧНИИ ТС).
Постановлением Правительства города федерального значения Севастополя от 10.12.2014 № 562 создано "Государственное унитарное предприятие "Центральное конструкторское бюро «Черноморец».
Организация ликвидирована 19.07.2018 по причине прекращения деятельности юридического лица путём реорганизации в форме присоединения к Государственному унитарному предприятию «Севастопольский морской завод имени Серго Орджоникидзе»

#### Проекты ЦКБ при СССР и в постсоветское время
С середины 50-х годов ЦКБ выполняло работы по переоборудованию боевых кораблей. Среди наиболее крупных проектов следует выделить:
- работы по переоборудованию крейсера «Ворошилов»
- переоборудование крейсера «Жданов»

С 60-х годов ЦКБ приступил к проектированию кораблей. Были разработаны и построены минно-сетевые заградители «Припять», «Сухона» и «Вычегда». В этот же период времени построены суда и корабли:
- исследовательское судно «Невельской»
- корабль радиотехнического наблюдения «Крым»
- корабль технического наблюдения «Кавказ»
- корабль технического наблюдения «Приморье»
- корабль управления «Славутич»

Была выполнена модернизация проектов, сконструирована автономная погружающаяся платформа для транспортировки судов на воздушной подушке типа «Зубр» (проект 50300), которая может использоваться и как плавучий док, бонопостановщик и пожарное судно.
ЦКБ занималось разработкой ремонтной документации для кораблей. Специалисты ЦКБ привлекались к разработке ремонтной документации или оказания технической консультативной помощи специалистам ВМС зарубежных стран, которые в своём флоте имели корабли и подводные лодки построенные в Советском Союзе и требовали ремонта — это Египет, Алжир. В конце 80-х годов специалисты ЦКБ оказывали научно-техническую помощь специалистам Индии при ремонте подводных лодок. В 2002 году для Вьетнама был разработан проект на постройку цеха для капитального ремонта корабельной спецтехники. Но основной работой на экспорт в последнее десятилетие была разработка ремонтной нормативно-технической документации для кораблей и подводных лодок Китая, Вьетнама и Индии. Одновременно с выполнением оборонных заказов обеспечивался ремонт судов морского и рыбопромыслового флота. В короткие межрейсовые периоды проходили ремонт и модернизацию суда китобойной флотилии «Слава», «Советская Украина». В конце 70-х годов выполнен ряд проектов по переоборудованию гидрографических судов в суда носители подводных аппаратов.
После распада СССР ЦКБ обслуживало Военно-морские силы Украины, заключало контракты на разработку проектов по модернизации кораблей ЧФ ВМФ РФ, работало с иностранными заказчиками — Китаем, Индией, Вьетнамом. КБ котировалось среди выпускников Севастопольского государственного технического университета.
С 2003 по 2009 года на предприятии существовал совет молодых учёных, в котором состояло до 50 человек. Многим из них удалось защитить кандидатские диссертации на базе разработок КБ.
С 11 июня 2007 года ГП ЦКБ «Черноморец» — правопреемник Государственного предприятия «Черноморский научно-исследовательский институт технологии судостроения».
ЦКБ после слияния с Севморзаводом ведёт следующие разработки:
- Разработка РКД для установки спецкомплексов на береговых объектах Крыма по заказу ООО «Радиан» (Санкт — Петербург)
- Разработка РКД по замене навигационного оборудования на кораблях ВМФ для АО «Катав-Ивановский приборостроительный завод» (г. Челябинск)
- Поставка нормативной и технической документации для АО «ЦТСС»
- Поставка технической и конструкторской документации для ООО «Арматор», ООО «Завод Молот-Механика», ОАО "ЦС «Звёздочка», ООО «Фарватер-С» и др.
- Разработка документации для паромной переправы «Крым-Кавказ».

## Борьба за здание ГУП ЦКБ «Черноморец»

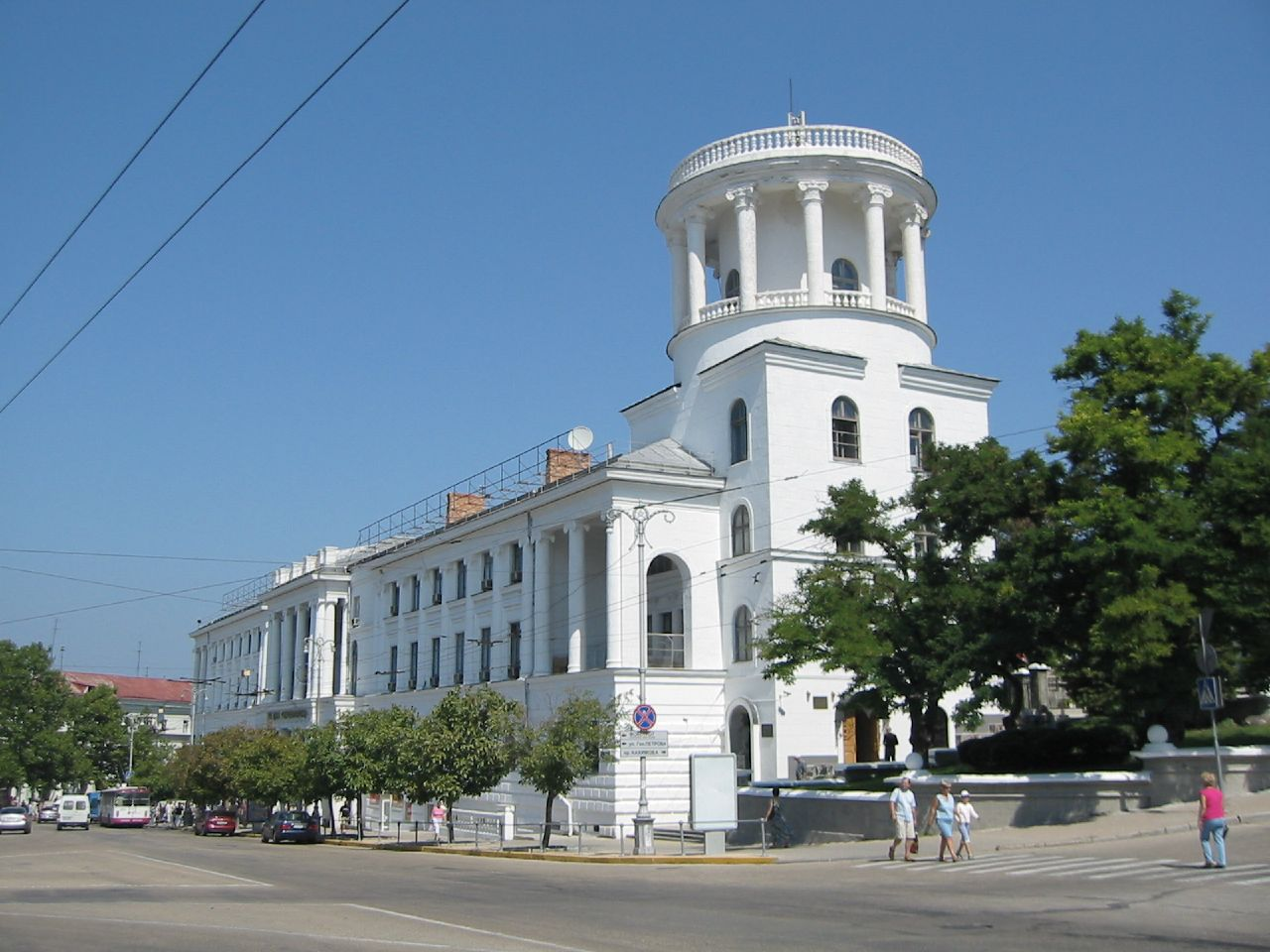
Здание на Большой Морской, где располагался ЦКБ «Черноморец»

Предприятие на протяжении практически всей своей истории сохраняло исторический адрес — г. Севастополь, ул. Большая Морская, 1. Здание с колоннами размещается на одной из центральных улиц города. В середине двухтысячных здание пытались освободить от присутствия конструкторского бюро. Согласно информации из открытых источников, помещение попало в поле зрения некоторых представителей украинской политической элиты как подходящий объект для гостиничного бизнеса. Попытки выселить конструкторское бюро были частично прекращены в 2012 году, однако часть здания занял Административный суд, а часть была сдана в аренду магазинам. В 2017 году, после перехода Севастополя под юрисдикцию Российской Федерации, ЦКБ было выселено на территорию Севморзвода им. С. Орджоникидзе после ликвидации ГУП ЦКБ «Черноморец».